# I cinque volti dell'assassino
I cinque volti dell'assassino (The List of Adrian Messenger) è un film del 1963 diretto da John Huston, con George C. Scott nei panni di Anthony Gethryn, un agente dell'Intelligence che indaga sulla morte, apparentemente accidentale, di una dozzina di persone.

## Trama
Lo scrittore Adrian Messenger ritiene che una serie di morti apparentemente accidentali, senza alcun collegamento tra esse, siano invece omicidi collegati da un denominatore comune. Chiede pertanto al suo amico Anthony Gethryn, un agente dell'Intelligence recentemente ritiratosi dal MI5, di aiutarlo a chiarire il mistero. Mentre Messenger è in viaggio per raccogliere le prove a conferma dei suoi sospetti, l'aereo su cui si trova esplode a seguito di un sabotaggio e precipita in mare; poco prima di morire per le ferite riportate, Messenger riesce a pronunciare alcune frasi sconnesse, relative alla misteriosa lista, che vengono ascoltate da un suo compagno di viaggio, Raoul Le Borg, il quale ha cercato scampo aggrappandosi allo stesso relitto dove si trova Messenger.
Le Borg, unico sopravvissuto al disastro aereo, risulta essere una vecchia conoscenza di Gethryn nella Resistenza Francese durante la seconda guerra mondiale. I due ex compagni decidono di continuare insieme le indagini sulla lista di nomi di Messenger e di decifrare le criptiche parole pronunciate in punto di morte dallo sfortunato scrittore. Si scopre che le persone indicate nella lista erano state internate insieme in un campo di prigionia in Birmania, e una di loro, il sergente canadese George Brougham, aveva tradito i compagni svelando i piani di un loro tentativo di fuga. Ciascuno degli ex prigionieri avrebbe pertanto avuto un valido motivo per vendicarsi e uccidere Brougham, ma si scopre che è stato invece proprio il canadese, presentandosi di volta in volta sotto mentite spoglie, a eliminare a uno a uno i suoi ex compagni e tutti i possibili testimoni del suo tradimento durante la guerra. Gethryn e Le Borg vengono poi a conoscenza che Brougham è nella linea ereditaria dei marchesi di Gleneyre, una ricca famiglia di proprietari terrieri, amici sia di Gethryn che di Messenger.
Alla vigilia di una battuta di caccia alla volpe, Brougham giunge infatti alla residenza dei Gleneyre, presentandosi come un membro della famiglia. A Gethryn e Le Borg, ospiti anche loro della famiglia, appare subito chiaro il nuovo piano omicida di Brougham, che ha individuato la sua prossima vittima nel giovane erede dei Gleneyre, Derek Bruttenholm. Nel tentativo di deviare le intenzioni di Brougham e allontanare Derek dal pericolo, Gethryn rende deliberatamente noti i suoi progressi nell'inchiesta sull'elenco di Messenger, in modo da candidare se stesso come prossima vittima di Brougham.
Quella notte, infatti, Brougham predispone una trappola per l'indomani, trascinando per i campi una volpe chiusa in un sacco, le cui tracce conducano Gethryn verso un alto muro dietro al quale posiziona una macchina agricola dagli affilati denti metallici. All'insaputa di Brougham, la mattina successiva un agricoltore utilizza però la macchina spostandola in un altro punto. La battuta di caccia ha inizio, ma si interrompe nel punto dove era stata posizionata inizialmente la macchina agricola. Gethryn si serve del fiuto di uno dei cani per rilevare le tracce del colpevole tra i componenti di un gruppo di contestatori che sta manifestando contro la caccia. Brougham, ancora una volta travestito, viene identificato dal cane e fugge montando il cavallo di Derek. Ma quando Derek grida un comando d'arresto per il cavallo, l'animale si ferma di colpo, disarcionando Brougham e mandandolo a infilzarsi sulle lame metalliche che egli stesso aveva destinato a Gethryn.

## Produzione
Tratta da un romanzo di Philip MacDonald, la pellicola annovera il "trucco pubblicitario" di affidare dietro alle "maschere" dell'assassino il ruolo del caratterista a un celebre attore come Kirk Douglas, e dietro altri travestimenti a grandi nomi dell'epoca quali Tony Curtis, Burt Lancaster, Frank Sinatra e Robert Mitchum, la cui identità si apprende solo nei titoli di coda.
L'attore Jan Merlin, tuttavia, nel suo libro Shooting Montezuma (che parla del making of del film) rivela di aver interpretato ruoli che erano stati attribuiti a Kirk Douglas.

## Distribuzione

### Data di uscita
- Stati Uniti: 29 maggio 1963
- Germania Ovest: Die Totenliste, 30 agosto 1963
- Austria: Die Totenliste, ottobre 1963
- Finlandia: Det elfte mordet, 6 dicembre 1963

## Accoglienza

### Critica
- (...) Gli usi, i comportamenti, lo snobismo ora eccentrico ora paludato dell'aristocrazia inglese sono descritti (...) con una continua oscillazione tra ammirazione rispettosa e caricatura beffarda, tra compostezza inglese e brio americano (M. Morandini[3])